# Frank Clark (football américain)
Pour les articles homonymes, voir Frank Clark (homonymie) et Clark.
(en) Statistiques sur pro-football-reference
Frank Clark, né le 14 juin 1993 à Bakersfield, est un joueur professionnel américain de football américain évoluant au poste de defensive end au sein de la National Football League (NFL) depuis 2015.
Sélectionné par la franchise des Seahawks de Seattle en 63e choix global lors du deuxième tour de la draft 2015 de la NFL, il est échangé après quatre saisons aux Chiefs de Kansas City, équipe dirigée par l'entraîneur Andy Reid et emmenée par le quarterback en devenir Patrick Mahomes.
Avec les Chiefs , il remporte le Super Bowl LIV (victoire 31-20 contre les 49ers de San Francisco au terme de la saison 2019) et le Super Bowl LVII (victoire 38-35 contre les Eagles de Philadelphie au terme de la saison 2022). Il est sélectionné à trois reprises pour le Pro Bowl (saisons 2019 à 2021).

## Biographie

### Carrière universitaire
Il a étudié à l'Université du Michigan et a joué pour l'équipe des Wolverines de 2011 à 2014. Lors de sa dernière saison, il est expulsé de l'équipe après avoir été arrêté pour une affaire de violence conjugale envers sa petite amie.

### Carrière professionnelle
Il est sélectionné en tant que 63e choix global lors du deuxième tour de la draft 2015 de la NFL par la franchise des Seahawks de Seattle.

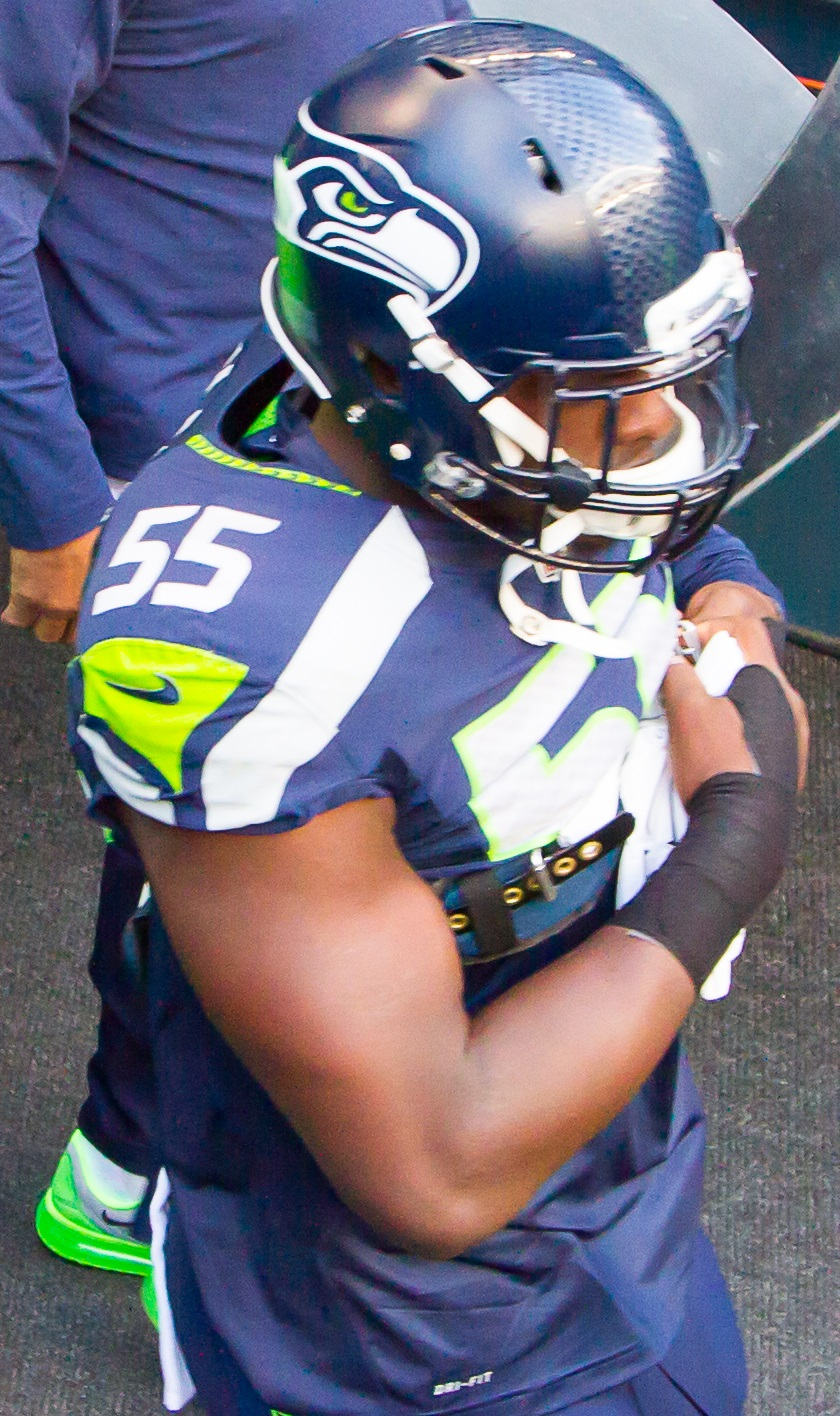
Frank Clark en 2015.

En avril 2019, il est échangé aux Chiefs de Kansas City contre des sélections de premier et troisième tour pour la draft de 2019, ainsi qu'une sélection de deuxième tour pour 2020. Il signe aussitôt un contrat de 5 ans pour 105 millions de dollars avec les Chiefs.